# Reynaldo Martín
Reynaldo Martín (Buenos Aires, Argentina; 14 de marzo de  1944 - Ibídem; 18 de mayo de 2012), más conocido por el seudónimo El Alemancito, fue un cantante y compositor de tango argentino de larga trayectoria escénica.

## Carrera
El apodo con el que se hizo conocido lo ganó debido a su apariencia física: un muchachito rubio, con pinta de galán televisivo, simpático y muy sencillo. Saltó a la fama tras participar con éxito de un concurso de nuevos talentos organizado por Radio El Mundo y la revista Radiolandia.
Se hizo muy popular gracias a sus presentaciones en el programa Sábados circulares que conducía Pipo Mancera.
En el sello Odeón grabó su primer larga duración El Alemancito, 1964. El disco contenía algunos temas clásicos: Ave de paso, Verdemar, Por la vuelta.
En 1966, participó en el disco de Ben Molar, 14 con el tango, con tres temas, Alejandra de Troilo y Sabato; Marisol de Piana y Córdoba Iturburu y Sabor de Buenos Aires, de Caló y Mastronardi. Ese mismo año, en el Festival de Tango en La Falda, provincia de Córdoba, interpretó Esta ciudad de Osvaldo Avena y Héctor Negro, tango ganador del Festival Odol de la Canción que organizó Canal 13.
También actuó fuera del país, primero en Uruguay en 1964, en televisión y diversos locales nocturnos; al año siguiente en Perú, donde también tuvo éxito. Hizo giras por Colombia, Brasil, México y en 1991 fue al festival homenaje a Gardel en Canadá. También estuvo en Australia, actuando en Sídney, Melbourne, Adelaida y Canberra.
Integró calificados elencos en la noche de Buenos Aires: Cambalache, El Viejo Almacén, Caño 14, El Rincón de los Artistas, Café de los Angelitos y Vos Tango, entre muchos más.
En la foto antes de Un Concierto en el Teatro General San Martín, con el Cuarteto de Ernesto Baffa integrado por Oscar De Elia en Piano, Pichi Sandri en guitarra y Sergio Paolo en bajo eléctrico.

Reinaldo Martín En el Teatro San Martín Con el Cuarteto de Ernesto Baffa integrado por Oscar De Elia en Piano, Pichi Sandri en guitarra y Sergio Paolo en bajo eléctrico

Además de su oficio de cantor, El Alemancito fue compositor de más de veinte obras entre tangos, milongas y valses. Lo hizo en colaboración con los letristas Roberto Díaz, Mario Iaquinandi, Isusi y Héctor Oviedo. Puso letra al tango Siempre el tango, con música de Daniel Lomuto, realizado en homenaje al programa radial que conducía Néstor Pinsón.
Durante los años 1968 y 1969, grabó tres discos simples, todos con temas compuestos por Osvaldo Avena y Héctor Negro.
También fue muy comentado su romance en la temporada Marplatense de 1972 con el travestí Jorge Pérez Evelyn. 
Falleció el 18 de mayo de 2012 a los 68 años a raíz de un cáncer terminal.

## Discografía
- El Alemancito (1964),  con el bandoneonista Roberto Pansera.
- Tangos por el Alemancito (1971) con el acompañamiento de José Márquez.
- Un mundo nuevo (1974) con la orquesta de Luis Stazo
- De tangos somos con la orquesta de Osvaldo Potenza
- Tangos a mi modo (1984) con la orquesta de Osvaldo Berlingieri
- Soy tango dos volúmenes (1988)
- Siempre cantor (1994) acompañado por las orquestas de Osvaldo Berlingieri, Luis Stazo y Daniel Lomuto
- Reynaldo Martín (1997) con Alberto Di Paulo
- Tangos de nuevos aires (2000) con Oscar De Elía.[4]

## Temas interpretados
- Ave de paso
- Verdemar
- Por la vuelta
- Entre la gente (de Paz y Lambertucci)
- Aún (de Pérez Prechi y Fresedo)
- Lluvia de lágrimas (de Pansera y Lambertucci)
- Alejandra
- Marisol
- Sabor de Buenos Aires
- Esta ciudad
- Un mundo nuevo
- Buenos Aires vos y yo
- Un lobo más
- Responso para un hombre gris
- Milonga para el domingo
- Rubí[4]

## Composiciones
- A mi país
- Así es la noche
- Como el teatro
- Con su melancolía
- Hay rosas todavía
- Por los viejos
- Se llamaba Juan
- Siempre cantor
- Un fueye sin tristeza
- Sólo la lluvia me queda
- Milonga para un otoño
- Memoria de un patio
- Gris de abril con Héctor Oviedo.
- Milonga para un extraño con Teodoro José Mouzo, Isusi
- Triste espejismo con Mario Iaquinandi.

## Televisión
- Sábados Continuados[5]
- Sábados circulares
- Grandes valores del tango
- Especiales Crónica TV